# کاتلین بر
کاتلین بر (انگلیسی: Kathleen Barr؛ زادهٔ ۶ آوریل ۱۹۶۷) یک هنرپیشه اهل کانادا است.